# Top Model (Na Uy mùa 4)
Top Model Na Uy, Mùa 4 là mùa thứ tư của Norway's Next Top Model được phát sóng vào ngày 7 tháng 2 năm 2011.
Chương trình đã được quay vào mùa hè năm 2010. Sau hơn hai năm, đó là khoảng dừng chương trình dài nhất giữa hai mùa mà chương trình đã từng có. Lần đầu tiên các thí sinh từ 14 tuổi trở lên được phép tham gia vào cuộc thi, nhưng cuối cùng không có ai trong số 15 thí sinh dự thi có độ tuổi dưới 16.
Người chiến thắng của mùa này là Claudia Bull, 19 tuổi từ Stavanger. Cô giành được: 1 hợp đồng người mẫu với Premier Model Management ở Luân Đôn, lên ảnh bìa tạp chí Woman và chiến dịch quảng cáo cho Schwarzkopf.

## Các thí sinh
| Thí sinh             | Tuổi | Chiều cao               | Quê quán  | Bị loại ở | Hạng               |
| -------------------- | ---- | ----------------------- | --------- | --------- | ------------------ |
| Sarah Gindel Jabang  | 22   | 1,70 m (5 ft 7 in)      | Oslo      | Tập 1     | 15                 |
| Bambie Vaage         | 18   | 1,72 m (5 ft 7+1⁄2 in)  | Haslum    | Tập 2     | 14                 |
| Dasha Barannik       | 20   | 1,74 m (5 ft 8+1⁄2 in)  | Oslo      | Tập 3     | 13                 |
| Farzaneh Davodi      | 22   | 1,73 m (5 ft 8 in)      | Rælingen  | Tập 4     | 12                 |
| Signe Marie Taubøll  | 18   | 1,82 m (5 ft 11+1⁄2 in) | Drøbak    | Tập 5     | 11 (dừng cuộc thi) |
| Inga Maurstad        | 18   | 1,74 m (5 ft 8+1⁄2 in)  | Karasjok  | Tập 5     | 10                 |
| Eirin Hagstrøm       | 18   | 1,73 m (5 ft 8 in)      | Sarpsborg | Tập 6     | 9                  |
| Thea Sofie Karlsen   | 17   | 1,76 m (5 ft 9+1⁄2 in)  | Oslo      | Tập 6     | 8                  |
| Frida Mathea Kocian  | 17   | 1,83 m (6 ft 0 in)      | Oslo      | Tập 7     | 7                  |
| Roberta Grybauskaite | 18   | 1,72 m (5 ft 7+1⁄2 in)  | Son       | Tập 8     | 6                  |
| Katarina Barannik    | 18   | 1,75 m (5 ft 9 in)      | Oslo      | Tập 9     | 5                  |
| Alexandra Stølen     | 20   | 1,75 m (5 ft 9 in)      | Iveland   | Tập 10    | 4                  |
| Maiken Nilssen       | 20   | 1,77 m (5 ft 9+1⁄2 in)  | Stokke    | Tập 11    | 3                  |
| Charlotte Isachsen   | 22   | 1,76 m (5 ft 9+1⁄2 in)  | Oslo      | Tập 12    | 2                  |
| Claudia Bull         | 19   | 1,82 m (5 ft 11+1⁄2 in) | Stavanger | Tập 12    | 1                  |

## Thứ tự gọi tên
| 1  | Roberta   | Claudia   | Alexandra | Claudia   | Katarina  | Roberta   | Maiken    | Charlotte | Alexandra Claudia | Charlotte | Claudia   | Claudia   |  |  |
| 2  | Charlotte | Farzaneh  | Maiken    | Inga      | Alexandra | Maiken    | Charlotte | Maiken    | Alexandra Claudia | Maiken    | Charlotte | Charlotte |  |  |
| 3  | Maiken    | Katarina  | Inga      | Thea      | Claudia   | Claudia   | Katarina  | Katarina  | Charlotte         | Claudia   | Maiken    |           |  |  |
| 4  | Inga      | Eirin     | Katarina  | Katarina  | Charlotte | Alexandra | Claudia   | Claudia   | Maiken            | Alexandra |           |           |  |  |
| 5  | Signe     | Thea      | Frida     | Frida     | Thea      | Katarina  | Roberta   | Alexandra | Katarina          |           |           |           |  |  |
| 6  | Claudia   | Frida     | Eirin     | Eirin     | Frida     | Frida     | Alexandra | Roberta   |                   |           |           |           |  |  |
| 7  | Thea      | Alexandra | Signe     | Charlotte | Eirin     | Charlotte | Frida     |           |                   |           |           |           |  |  |
| 8  | Bambie    | Roberta   | Farzaneh  | Roberta   | Roberta   | Thea      |           |           |                   |           |           |           |  |  |
| 9  | Alexandra | Inga      | Charlotte | Maiken    | Maiken    | Eirin     |           |           |                   |           |           |           |  |  |
| 10 | Dasha     | Maiken    | Roberta   | Alexandra | Inga      |           |           |           |                   |           |           |           |  |  |
| 11 | Katarina  | Dasha     | Claudia   | Signe     | Signe     |           |           |           |                   |           |           |           |  |  |
| 12 | Eirin     | Signe     | Thea      | Farzaneh  |           |           |           |           |                   |           |           |           |  |  |
| 13 | Frida     | Charlotte | Dasha     |           |           |           |           |           |                   |           |           |           |  |  |
| 14 | Farzaneh  | Bambie    |           |           |           |           |           |           |                   |           |           |           |  |  |
| 15 | Sarah     |           |           |           |           |           |           |           |                   |           |           |           |  |  |

     Thí sinh bị loại
     Thí sinh bị loại trước phòng đánh giá
     Thí sinh dừng cuộc thi
     Thí sinh chiến thắng cuộc thi
- Ở tập 1, Roberta, Charlotte & Maiken được Mona cho là top 3 xuất sắc nhất của tuần. Frida, Farzaneh & Sarah đều bị rơi vào 3 người cuối bảng.
- Ở tập 5, Signe dừng cuộc thi trước buổi chụp ảnh.
- Ở tập 6, Eirin bị loại vì có màn thể hiện tệ nhất trong thử thách.

### Buổi chụp ảnh
- Tập 1: Bệnh nhân phẫu thuật thẩm mỹ
- Tập 2: Thời trang cổ điển theo nhóm ở Barcelona
- Tập 3: Khỏa thân phần trên và bị dính sơn ở tay cho quần bó La Mote
- Tập 4: Ảnh chân dung vẻ đẹp cho Schwarzkopf
- Tập 5: Tạo dáng với mắt kính cùng người mẫu nam
- Tập 6: Manơcanh tại tiệm Louise Kennedy
- Tập 7: Những nhân vật trong truyện tranh
- Tập 8: Áo tắm trên sa mạc ở Dubai
- Tập 9: Ảnh chân dung khỏa thân trên đầm lầy cho Lumene
- Tập 10: Thiên nhiên hùng vĩ
- Tập 11: Trọc và khỏa thân với sơn cho Solig AS
- Tập 12: Thời trang thiên nga đen với động vật hoang dã